# マルゲリータ・ディ・サヴォイア＝ジェノヴァ
マルゲリータ・マリーア・テレーザ・ジョヴァンナ・ディ・サヴォイア＝ジェノヴァ（イタリア語: Margherita Maria Teresa Giovanna di Savoia-Genova, 1851年11月20日 - 1926年1月4日）は、サヴォイア家の王族。サヴォイア＝ジェノヴァ家出身で、本家にあたるサヴォイア（＝カリニャーノ）家の当主であるイタリア王ウンベルト1世と結婚（従兄妹婚）してイタリア王妃となった。弟に父の爵位を継いだ第2代ジェノヴァ公トンマーゾがいる。

## 生涯
1851年11月20日、サヴォイア＝ジェノヴァ家の初代当主ジェノヴァ公フェルディナンドと、ザクセン王女エリーザベト・フォン・ザクセン（エリザベッタ）の長女として、トリノのキアブレーゼ宮殿に生まれた。
マルゲリータの伯父ヴィットーリオ・エマヌエーレ2世はサヴォイア家の当主としてサルデーニャ王の位にあったが、リソルジメントを経てイタリア王に即位した。王位継承者である従兄のピエモンテ公ウンベルトは当初オーストリア＝テシェン公女マティルデと婚約していたが、マティルデは1867年に事故死した。王太子の結婚を急ぐヴィットーリオ・エマヌエーレ2世はサヴォイア家同士での近親婚に踏み切り、ウンベルトと姪マルゲリータを婚約させた。
1868年4月21日、ウンベルトとの結婚式が行われ、マルゲリータの称号はジェノヴァ公女からピエモンテ公妃となった。翌年には長男が生まれてヴィットーリオ・エマヌエーレと名付けられ、祖父からはナポリ公の儀礼称号が与えられた。マルゲリータが病弱であったことなどから、ナポリ公は夫妻の間に唯一生まれた子となった。
1878年1月9日、伯父の死に伴い夫ウンベルト1世がイタリア王位を継承し、マルゲリータもイタリア王妃となった。王妃として芸術文化の支援や慈善活動に熱意を注ぎ、マルゲリータは庶民から広く敬愛された。「マルゲリータ・ピッツァ」は王妃の名を元にしたものではないかと言われている。ピザが広く愛好されている日本でも「ピザの記念日」は、王妃マルゲリータの誕生日に由来する11月20日とされている。また、イタリアの国花がヒナギク（イタリア語名マルゲリータ）である理由として、マルゲリータに対する敬愛を籠めたものとする説がある。
1900年7月29日、ウンベルト1世が無政府主義者のガエタノ・ブレーシによって{暗殺され、息子であるナポリ公ヴィットーリオ・エマヌエーレがイタリア王ヴィットーリオ・エマヌエーレ3世として即位、マルゲリータは王太后となった。夫を失う悲劇を味わったものの、その翌年にはヴィットーリオ・エマヌエーレ3世とモンテネグロ王女エレナとの間に長女、マルゲリータにとっては初孫となるヨランダが生まれた。
1926年、ボルディゲーラ（現在のリグーリア州インペリア県）で病没し、夫が眠るローマのパンテオンに埋葬された。

## 子女
1868年4月21日、従兄のイタリア王ウンベルト1世と結婚し、1子をもうけた。
- ヴィットーリオ・エマヌエーレ3世（1869年11月11日 - 1947年12月28日） - イタリア王、アルバニア王、モンテネグロ王、エチオピア皇帝